# レベッカ・ゲイハート
レベッカ・ゲイハート（Rebecca Gayheart、1972年8月12日 - ）は、アメリカ合衆国の女優。ケンタッキー州ハザード出身。

## 略歴
ケンタッキー州ハザード生まれ。アイルランド、イタリア、ドイツの血を引く。15歳でニューヨークに移る。モデルであったが、リー・ストラスバーグ・インスティテュートで演劇を学び、女優に転身。
90年にブレット・ラトナーが監督したショートムービー｢Whatever Happened to Mason Reese｣で映画デビュー。
92年にソープオペラ｢Loving｣にレギュラー出演し、初めてメインの役を演じる。さらに94年にはSFドラマ『アース2』にベス･マーティン役でレギュラー出演。
97年の『ナッシング・トゥ・ルーズ』辺りから、本格的に映画にも進出し『ルール』では主人公ナタリーの友人ブレンダ、『ハード・キャンディ』では主役キャラのジュリーを演じた。

### 私生活
デビュー作の監督のブレット・ラトナーと婚約していた時もあったが、2004年に俳優のエリック・デインと結婚した。2010年3月に第一子が、2011年12月に第二子が生まれた。
2001年、カリフォルニアで運転中に9歳の男児を撥ね、その怪我が元で男児は死亡した。彼女は3年の保護観察、1年間の免許はく奪、$2,800の罰金と750時間のコミュニティ・サービスを課せられた。
2009年、夫と元ミス・ティーンのキャリー・アン・ペニシェと共に撮影したヌードビデオが流出して話題となった。

## 主な出演作品

### 映画
| 公開年 | 邦題 原題                                                                     | 役名                     | 備考           |
| ------ | ----------------------------------------------------------------------------- | ------------------------ | -------------- |
| 1994   | バニシング・サン/自由の大地 Vanishing Son                                     | クレア・アームストロング | テレビ映画     |
| 1994   | バニシング・サン/野望の果て Vanishing Son III                                 | クレア・アームストロング | テレビ映画     |
| 1994   | バニシング・サン/愛憎の行方 Vanishing Son IV                                  | クレア・アームストロング | テレビ映画     |
| 1997   | インヴェイジョン～侵略～ Invasion                                             | キャシー・ウィンスロー   | テレビ映画     |
| 1997   | ナッシング・トゥ・ルーズ Nothing to Lose                                      | ダニエル                 |                |
| 1997   | スクリーム2 Scream 2                                                          | ロイス                   |                |
| 1998   | too Smooth(トゥー・スムース) 嘘つきは恋の始まり Hairshirt                     | ジェニファー・スコット   |                |
| 1998   | ルール Urban Legend                                                           | ブレンダ・ベイツ         |                |
| 1999   | ハード・キャンディ Jawbreaker                                                 | ジュリー                 |                |
| 2000   | フロム・ダスク・ティル・ドーン3 From Dusk Till Dawn 3: The Hangman's Daughter | メアリー                 | ビデオ映画     |
| 2000   | ルール2 Urban Legends: Final Cut                                              | ブレンダ・ベイツ         | クレジットなし |
| 2001   | サラ・ミシェル・ゲラーの ハーバード アクシデント Harvard Man                  | ケリー・モーガン         |                |
| 2005   | サタンクロース Santa's Slay                                                   | グウェン・メイソン       |                |

### テレビシリーズ
| 放映年    | 邦題 原題                                   | 役名                               | 備考         |
| --------- | ------------------------------------------- | ---------------------------------- | ------------ |
| 1994-1995 | アース2 Earth 2                             | ベス・マーティン                   | 22エピソード |
| 1995      | ビバリーヒルズ青春白書 Beverly Hills, 90210 | アントニア（トニー）・マルシェット | 8エピソード  |
| 1999      | Wasteland                                   | サマンサ・プライス                 | 13エピソード |
| 2003      | 恋するマンハッタン What I Like About You    | ダナ                               | 1エピソード  |
| 2004-2006 | NIP/TUCK マイアミ整形外科医 Nip/Tuck        | ナターシャ・チャールズ             | 3エピソード  |
| 2006      | ミディアム 霊能者アリソン・デュボア Medium  | ジェシカ                           | 1エピソード  |
| 2006      | 失踪-VANISHED Vanished                      | ジュディ・ナッシュ                 | エピソード   |
| 2007      | CSI:マイアミ CSI: Miami                     | クレア                             | 1エピソード  |
| 2007      | アグリー・ベティ Ugly Betty                 | ジョーダン・ダン                   | 1エピソード  |

## 参照
1. ↑  Salzberg, Charles. "Accent on Success", Flair, Fall 1999. Republished at rebecca-gayheart.de
2. 1 2  Rebecca Gayheart Biography at Yahoo! Movies
3. ↑  “「ビバリーヒルズ高校白書」のレベッカ・ゲイハート、結婚”. シネマトゥデイ. (2004年11月16日) 2013年6月22日閲覧。
4. ↑  “「グレイズ・アナトミー」のエリック・デインに女児誕生”. シネマトゥデイ. (2010年3月4日) 2013年6月22日閲覧。
5. ↑  Donaldson, Catherine (2010年3月5日). “It's a Girl for Eric Dane & Rebecca Gayheart”. People.com. 2012年3月6日閲覧。
6. ↑  “「グレイズ・アナトミー」のエリック・デインに第2子誕生”. シネマトゥデイ. (2011年12月31日) 2013年6月22日閲覧。
7. ↑  Hammel, Sara (2011年12月30日). “It's a Girl for Rebecca Gayheart and Eric Dane!”. People.com. 2012年3月6日閲覧。
8. ↑  “「グレイズ・アナトミー」のエリック、妻と愛人、3人一緒のセックステープ流出”. シネマトゥデイ. (2009年8月19日) 2013年6月22日閲覧。
9. ↑  “Eric Dane and Rebecca Gayheart's McSteamy Video Tape With Ex-Beauty Queen”.   ABCNews.go.com (2009年8月18日). 2012年3月6日閲覧。
10. ↑  Kevork/Djansezian. “Eric Dane, Rebecca Gayheart sex tape: Just videotaped nakedtime!”.   NJ.com. 2012年3月6日閲覧。